# Trite ignipilosa
Trite ignipilosa là một loài nhện trong họ Salticidae.
Loài này thuộc chi Trite. Trite ignipilosa được Lucien Berland miêu tả năm 1924.